# Было у отца три сына
«Было у отца три сына» — советский двухсерийный фильм производства «Мосфильм», снятый по заказу Государственного Комитета СССР по телевидению и радиовещанию. Вышел в 1981 году.

## Сюжет
У капитана торгового флота было три сына: художник, моряк и музыкант. Братья жили дружно, пока старший и средний не влюбились в одну девушку. В результате произошла серьёзная ссора, отношения в семье испортились. При пожаре на судне гибнет отец. Общее горе снова сближает братьев…

## В главных ролях
- Олег Ефремов — Дмитрий Алексеевич, отец
- Ада Роговцева — Зинаида Михайловна, мать
- Их сыновья:
  - Александр Соловьёв — Кирилл, старший сын
  - Александр Тимошкин — Юрий, средний сын
  - Владимир Шевельков — Герка, младший сын
- Ирина Малышева — Светлана
- Даниил Нетребин — Егор, её отец
- Раиса Куркина — Вера, её мать

### В ролях
- Алла Севостьянова — баба Оля
- Всеволод Сафонов — моряк Константин
- Владимир Курашкин — Эдик
- Олег Соколов — Петька
- Оксана Стрельцова — Настасья
- Иван Рыжов — Сергей Иванович, дед Настасьи
- Геннадий Бортников — Павел

### В эпизодах
- Борис Гусаков — председатель колхоза
- Юрий Поляков
- Алексей Булатов
- Эльдар Ибрагимов
- Юрий Шахназаров
- Дмитрий Атовмян
- С. Кудаев
- А. Бочко
- В. Алфёрова
- Андрюша Мамулат
- Елена Наумкина — Лена
- А. Камалиев
- С. Демахин
- Константин Демахин
- Володя Лялько
- Саша Кравцов
- Серёжа Гладкоскок
- Игорь Рождественский
- Алёша Ковальчук
- Вадим Трубников

## Съёмочная группа
- Авторы сценария: Борис Павленок (в титрах — Архиповец), Самсон Поляков
- Режиссёр-постановщик — Геннадий Иванов
- Оператор-постановщик — Анатолий Петрицкий
- Художник-постановщик — Леонид Платов
- Композитор — Эдуард Артемьев
- Директор картины — Зиновий Гризик
- В фильме использованы росписи художника-монументалиста Павла Грейссера

## Факты
- Съёмки проходили в Крыму: в Большой Алуште, в конце фильма показано Севастопольское высшее военно-морское инженерное училище (СВВМИУ) (верхний КПП, плац, присяга поступивших в 1981 году).
- На одну из музыкальных тем поэт Николай Зиновьев написал стихи, таким образом возникла песня «Танго под тишину» («Затихло где-то танго…»), которую исполнила Роксана Бабаян.